# Bralno-pisalni pomnilnik
Bralno-pisalni pomnilnik, pogosto imenovan z angleško kratico RAM (Random Access Memory), je vrsta elektronskega pomnilnika. Podatke lahko vanj zapisujemo in jih beremo iz njega. Lahko ga imenujemo tudi delovni pomnilnik. Uporablja se v računalnikih in drugih digitalnih napravah. 
Ločimo dve vrsti RAM pomnilnikov: dinamični RAM (DRAM), ki za svoje delovanje potrebuje signal, ki nekaj tisočkrat na sekundo osveži vsebino pomnilnika ter statični RAM (SRAM), ki ne potrebuje osveževanja, zato omogoča hitrejši dostop do podatkov, vendar je dražji (uporaba v predpomnilnikih).
Glavni značilnosti pomnilnika sta kapaciteta (velikost), ki jo merimo v bajtih, ter čas dostopa do podatkov, ki je velikostnega razreda nekaj nanosekund.
Lastnosti:
- branje in pisanje je enako hitro
- ob izklopu pozabijo
- uporabljajo jih za začasno shranjevanje

Statični Ram (Sram)
Uporabljajo se predvsem velike procese ali krmilne računalnike.
Celica je velika pri tem pa so čipi majhnih kapacitet. Ker so v celici samo tranzistorji je delovanje zelo hitro.
- Čas dostopa nekaj 10 nano sekund.
Dinamični RAM (Dram)
Ker imajo veliko kapaciteto jih vgrajujejo v pomnilniške sisteme velikih računalnikov.
Pomnilniki imajo pozitivno in negativno napajanje zato, da lahko logično 0 in 1 zakodiramo s + ali - napetostjo.